# Bruno Hinz (SS-Mitglied)
Bruno Hinz (* 25. August 1915 in Petersdorf; † 28. Februar 1968 in München) war ein deutscher Offizier der Waffen-SS (zuletzt SS-Hauptsturmführer) während des Zweiten Weltkrieges.

## Leben
Nach einer Ausbildung zum Möbelbauer trat Bruno Hinz zum 1. Oktober 1936 der SS bei (SS-Nummer 313.698) und war in der 10./SS-Standarte „Deutschland“ in München aktiv. Mit dieser nahm er am Anschluss Österreichs sowie der Besetzung des Sudetenlandes und später am Überfall auf Polen teil. Während des Frankreichfeldzuges erhielt er das Eiserne Kreuz II. Klasse und wurde im Mai 1940 schwer verwundet, was eine lange Genesung nach sich zog. Am 21. September 1940 wurde er zum SS-Unterscharführer befördert.
Von Dezember 1940 bis März 1941 war Hinz dem SS-Ersatzbataillon Deutschland zugeteilt. Anschließend besuchte er die SS-Junkerschule Braunschweig und wurde von April bis zum September 1941 zum Zugführer ausgebildet. Bei einer medizinischen Routineuntersuchung wurde bei Hinz eine Fehlbildung am Herzen festgestellt.
Im Oktober 1941 wurde er als SS-Scharführer zur 5. SS-Panzer-Division „Wiking“ versetzt, wo zum 30. Januar 1942 die Beförderung zum SS-Untersturmführer erfolgte. Daraufhin wurde er wurde Kommandeur der 2./SS-Panzer-Grenadier-Regiment „Westland“ als solcher er im Winter selbigen Jahres mit dem Eisernen Kreuz I. Klasse ausgezeichnet wurde. Im Folgenden wurde Hinz mit seiner Einheit bei Kämpfen in der südlichen Ukraine, im Kaukasus und bei Grosny, wo sie sich unter hohen Verlusten zurückziehen musste, eingesetzt.
Am 17. April 1943 wurde Hinz mit dem Deutschen Kreuz in Gold für die erfolgreiche Kommandierung der 10./SS-Panzer-Grenadier-Regiment ausgezeichnet. Danach wurde Hinze mit seiner Kompanie in Kämpfe um Charkiw verwickelt, wo er nach mehrfacher Verwundung das Verwundetenabzeichen in Silber erhielt. Von Mai bis Juli 1943 wurde er zur Erholung von seinen Verwundungen zum SS-Regiment der mechanischen Infanterie in Klagenfurt versetzt, wonach er seine frühere Kompanie in der Sowjetunion wieder übernahm.
Im September 1943 verteidigte er mit dieser am Dnepr einen Brückenübergang gegen angreifende sowjetische Verbände, währenddessen die 5. SS-Panzerdivision den Dnjepr überquerte. Wegen eines dortigen Lungendurchschusses wurde Hinz viermal von Ferdinand Sauerbruch operiert. Im Lazarett in Deutschland wurde er zum 9. November 1943 zum SS-Obersturmführer befördert und erhielt für seine Leistungen an der Ostfront am 2. Dezember 1943 das Ritterkreuz des Eisernen Kreuzes verliehen.
Nach einem halben Jahr Lazarettaufenthalt kehrte er im Februar 1944 an die Ostfront zurück und übernahm die 2. Kompanie des SS-Panzergrenadier-Regiments 38. Als diese während der Kämpfe in der Normandie bei Saint-Lô abgeschnitten wurde, gelang es ihm, mit seiner Kompanie durch die feindlichen Linien zur Kampflinie zurückzustoßen. Dafür erhielt er am 23. August 1944 als SS-Obersturmführer das Eichenlaub zum Ritterkreuz des Eisernen Kreuzes verliehen.
Nach seiner insgesamt neunten Verwundung wenige Tage darauf erhielt er am 5. September 1944 die Nahkampfspange in Gold und wurde den mit dieser Auszeichnung einhergehenden Vorschriften entsprechend wieder an die SS-Junkerschule nach Bad Tölz kommandiert. Dort erhielt er zum 9. November 1944 seine Beförderung zum SS-Hauptsturmführer. Auf eigenen Wunsch hin kehrte er am 20. Januar 1945 als Bataillonskommandeur zur auf Bataillonsstärke geschrumpften 17. SS-Panzergrenadier-Division „Götz von Berlichingen“ zurück, mit der er Ende März 1945 in amerikanische Kriegsgefangenschaft geriet.
Nach dem Krieg baute sich Hinz eine zivile Existenz auf und starb 1968 in München.

## Auszeichnungen
- Medaille zur Erinnerung an den 1. Oktober 1938 mit Spange Prager Burg
- Medaille zur Erinnerung an die Heimkehr des Memellandes
- Eisernes Kreuz (1939) II. und I. Klasse
- Deutsches Kreuz in Gold am 17. April 1943[4]
- Ritterkreuz des Eisernen Kreuzes mit Eichenlaub[4]
  - Ritterkreuz am 2. Dezember 1943
  - Eichenlaub am 23. August 1944 (559. Verleihung)
- Medaille Winterschlacht im Osten 1941/42
- Verwundetenabzeichen in Gold
- Nahkampfspange in Gold am 5. September 1944[4]